# Каткарт, Крейг
Крейг Джордж Ка́ткарт (англ. Craig George Cathcart; 6 февраля 1989, Белфаст) — североирландский футболист, защитник. Выступал за сборную Северной Ирландии. Участник чемпионата Европы 2016 года.

## Клубная карьера

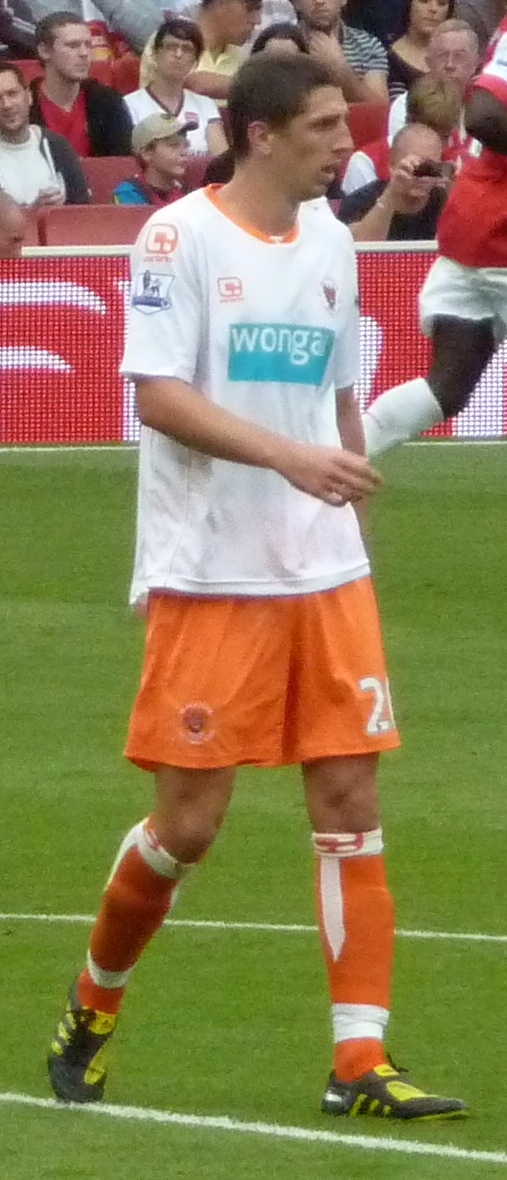
Каткарт в составе «Блэкпула»

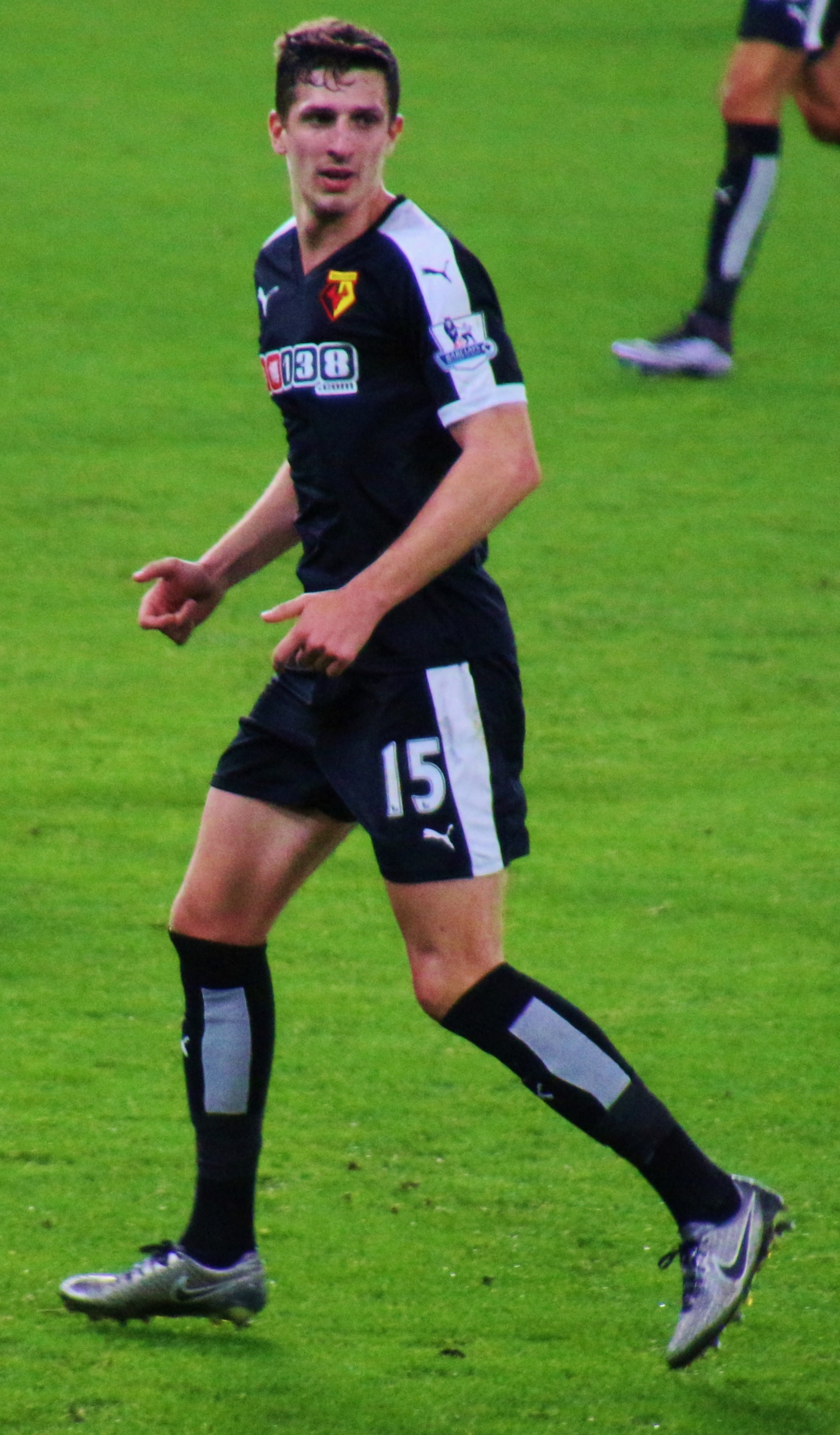
Каткарт в составе «Уотфорда»

Каткарт начал карьеру на родине. Несмотря на повышенный интерес со стороны английских «Челси», «Арсенала» и шотландского «Рейнджерс» Крейг остался в Северной Ирландии, где в 2003 году был признан лучшим футболистом среди юношей. В 2005 году он перешёл в «Манчестер Юнайтед». В 2007 году Каткарт был выбран капитаном юношеской команды и получил приз Джимми Мерфи. В том же году он попал в заявку основной команды на сезон. Летом Крейг для получения игровой практики на правах аренды выступал за бельгийский «Антверпен».
Летом 2008 года он вновь на правах аренды отправился «Плимут Аргайл». 16 сентября в матче против «Уотфорда» он дебютировал в Чемпионшипе. 25 октября в поединке против «Ипсвич Таун» Крейг забил свой первый гол за «Плимут».
Летом 2009 года он был отдан в полугодовую аренду «Уотфорд». 19 сентября в матче против «Лестер Сити» Каткарт дебютировал за новый клуб.
Летом 2010 года Крейг перешёл в «Блэкпул», подписав контракт на три года. Сумма трансфера составила 625 тыс. евро. 14 августа в матче против «Уиган Атлетик» он дебютировал в английской Премьер-лиге. 25 января 2011 года в поединке против своего бывшего клуба «Манчестер Юнайтед» Каткарт забил свой первый гол за «Блэкпул».
Летом 2014 года Крейг вернулся в «Уотфорд», подписав двухлетнее соглашение. 20 сентября в матче против «Борнмута» он забил свой первый гол за «лосей». В 2015 году Каткарт помог команде вернуться в элиту. Тем же летом он продлил контракт с «Уотфордом» на четыре года.

## Карьера в сборной
3 сентября 2010 года в матче отборочного турнира Евро-2012 против сборной Словении Крейг дебютировал за сборную Северной Ирландии. 11 октября 2015 года в отборочном турнире к Евро-2016 против сборной Финляндии Каткарт забил свой первый гол за национальную команду.
Летом 2016 года Крейг принял участие в чемпионате Европы во Франции. На турнире он сыграл в матчах против Польши, Украины, Германии и Уэльса.

### Голы за сборную Северной Ирландии
| # | Дата            | Место                                       | Противник | Результат | Счёт | Соревнование                       |
| - | --------------- | ------------------------------------------- | --------- | --------- | ---- | ---------------------------------- |
| 1 | 11 октября 2015 | «Олимпийский стадион», Хельсинки, Финляндия | Финляндия | 0:1       | 1:1  | Чемпионат Европы 2016 квалификация |
| 2 | 24 марта 2016   | «Кардифф Сити», Кардифф, Уэльс              | Уэльс     | 0:1       | 1:1  | Товарищеский матч                  |